# Джонсон, Брент
Брент Спе́нсер Джо́нсон (англ. Brent Spencer Johnson; 12 марта 1977, Фармингтон, Мичиган) — профессиональный американский хоккеист. Амплуа — вратарь.
На драфте НХЛ 1995 года выбран в 5 раунде под общим 129 номером командой «Колорадо Эвеланш». 30 мая 1997 года обменян в «Сент-Луис Блюз». 4 марта 2004 года обменян в «Финикс Койотис». 1 сентября 2005 года как неограниченно свободный агент подписал контракт с «Ванкувер Кэнакс», а 4 октября выбран на драфте отказов командой «Вашингтон Кэпиталз». Внук бывшего хоккеиста НХЛ Сида Абеля.

## Статистика
```
Season   Team                          Lge    GP   Min   GA  EN SO   GAA   W   L   T   Svs    Pct
--------------------------------------------------------------------------------------------------
1993-94  Detroit Compuware Ambassadors NAHL   18  1024   49   0  1  3.52   0   0   0     0  0.000
1994-95  Owen Sound Platers            OHL    18   904   75   0  0  4.98   3   9   1     0  0.000
1995-96  Owen Sound Platers            OHL    58  3211  243   0  1  4.54  24  28   1     0  0.000
1996-97  Owen Sound Platers            OHL    50  2798  201   8  1  4.31  20  28   1  1645  0.891
1997-98  Worcester IceCats             AHL    42  2240  119   3  0  3.19  14  15   7  1056  0.899
1998-99  St. Louis Blues               NHL     6   286   10   0  0  2.10   3   2   0   117  0.921
1998-99  Worcester IceCats             AHL    49  2925  146   7  2  2.99  22  22   4  1256  0.896
1999-00  Worcester IceCats             AHL    58  3319  161   6  3  2.91  24  27   5  1654  0.911
2000-01  St. Louis Blues               NHL    31  1744   63   2  4  2.17  19   9   2   676  0.907
2001-02  St. Louis Blues               NHL    58  3491  127   5  5  2.18  34  20   4  1293  0.902
2002-03  Worcester IceCats             AHL     2   125    8   0  0  3.84   0   1   1    67  0.880
2002-03  St. Louis Blues               NHL    38  2042   84   2  2  2.47  16  13   5   844  0.900
2003-04  Worcester IceCats             AHL     8   365   14   0  0  2.30   2   2   2   156  0.910
2003-04  St. Louis Blues               NHL    10   493   20   0  1  2.43   4   3   1   210  0.901
2003-04  Phoenix Coyotes               NHL     8   485   21   0  0  2.60   1   6   1   243  0.914
2004-05  Did not play
2005-06  Washington Capitals           NHL    26  1413   81   1  1  3.44   9  12   1   854  0.905
2006-07  Washington Capitals           NHL    30  1644   99   4  0  3.61   6  15   7   894  0.889
2007-08  Washington Capitals           NHL    19  1032   46   0  0  2.67   7   8   -   500  0.908
2007-08  Hershey Bears                 AHL     1    60    3   0  0  3.04   1   0   0    40  0.925
2008-09  Washington Capitals           NHL    21  1131   53   0  0  2.81  12   6   -   579  0.908
2009-10  Pittsburgh Penguins           NHL    23  1108   51   0  0  2.76  10   6   -   541  0.906
2010-11  Pittsburgh Penguins           NHL    23  1287   47   0  1  2.17  13   5   -   604  0.922

Lge — лига, в которой выступал игрок.
GP — сыгранные матчи.
Min — минуты, проведённые на поле.
GA — пропущенные шайбы.
EN — голы, забитые в пустые ворота.
SO — матчи на «ноль» (без пропущенных шайб).
GAA — среднее число пропускаемых за матч шайб.
W, L, T — количество побед, поражений и ничьх, одержанных командой с этим вратарём.
Svs — отражённые броски («сэйвы»). тыв
Pct — процент отражённых бросков.

```